# Pareclipsis punctata
Pareclipsis punctata là một loài bướm đêm trong họ Geometridae.